# Landmark Point
Der Landmark Point ist eine felsige Landspitze an der Mawson-Küste des ostantarktischen Mac-Robertson-Lands. Sie liegt 800 m südöstlich von Safety Island.
Luftaufnahmen und Vermessungen der Australian National Antarctic Research Expeditions aus den Jahren von 1956 bis 1966 dienten ihrer Kartierung. Das Antarctic Names Committee of Australia benannte sie so, weil sie von der Mawson-Station aus eine geeignete Landmarke zur Orientierung darstellt, um zu einer nahegelegenen Kolonie von Kaiserpinguinen, der sogenannten Auster Rookery, zu gelangen.